# Douglas M. Fraser

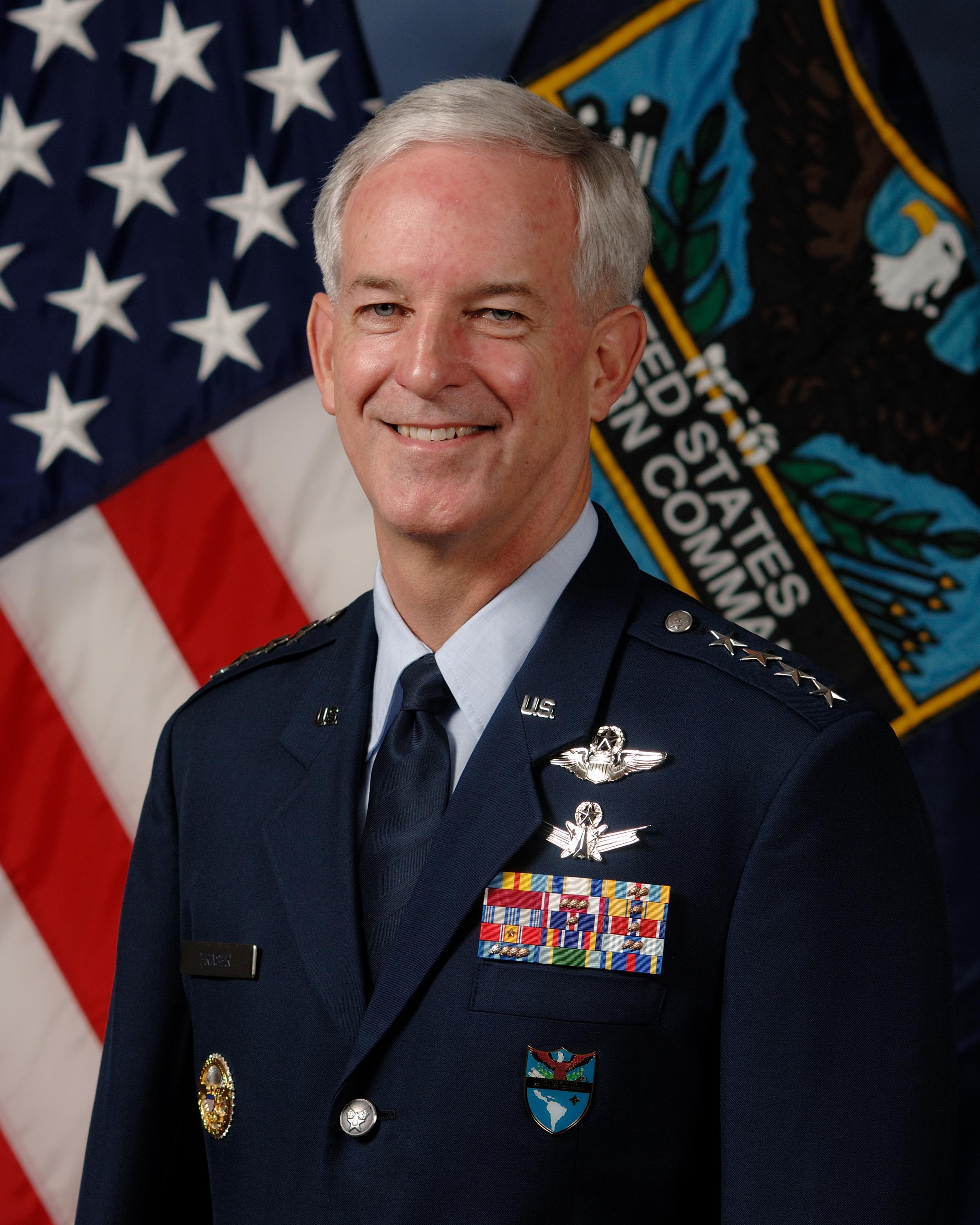
Douglas M. Fraser (2009)

Douglas Malcolm Fraser (* 16. April 1953) ist ein ehemaliger General der United States Air Force und war vom 25. Juni 2009 bis zum 19. November 2012 Kommandeur des United States Southern Command (USSOUTHCOM). Fraser war der erste Offizier der amerikanischen Luftstreitkräfte in diesem Amt, er folgte Admiral James G. Stavridis. Zuvor diente er von April 2008 bis Juni 2009 als Deputy Commander des United States Pacific Command (USPACOM) und davor hatte er zwischen Oktober 2005 und Mai 2008 auf der Elmendorf Air Force Base in Alaska das Kommando über die 11. Luftflotte, den United States Alaskan Command und den regionalen für Alaska zuständigen Bereich des North American Aerospace Defense Commands (NORAD).

## Ausbildung und Karriere
Fraser absolvierte die Air Force Academy in Colorado Springs im Jahre 1975, wo er einen Bachelor of Science erwarb. 1987 folgte ein Master-Abschluss von der Auburn University in Montgomery.
Sein U.S. Air Force Aeronautical Rating ist Command pilot (über 2700 Flugstunden), er flog die Muster F-15A/B/C/D, F-15E und F-16.

## Auszeichnungen
Auswahl der Dekorationen, sortiert in Anlehnung der Order of Precedence of Military Awards:
- Defense Distinguished Service Medal
- Air Force Distinguished Service Medal
- Defense Superior Service Medal (3 ×)
- Legion of Merit
- Meritorious Service Medal (4 ×)
- Air Force Commendation Medal (2 ×)

## Beförderungen
- Second Lieutenant 4. Juni 1975
- First Lieutenant 4. Juni 1977
- Captain 4. Juni 1979
- Major 1. Oktober 1986
- Lieutenant Colonel 1. April 1990
- Colonel 1. Februar 1995
- Brigadier General 1. Juli 2001
- Major General 1. August 2004
- Lieutenant General 11. Oktober 2005
- General 24. Juni 2009